# Fruit Cove
Fruit Cove – jednostka osadnicza w Stanach Zjednoczonych, w stanie Floryda, w hrabstwie St. Johns.